# Masyw Retezat
Masyw Retezat (531.32) (rum. Munții Retezat, Masivul Retezat, węg. Retyezát-hegység) – jeden z najwyższych masywów górskich Rumunii. Jest częścią Karpat Południowych. Najwyższym szczytem jest Vârful Peleaga, który osiąga wysokość 2509 m. Do innych ważnych kulminacji zaliczają się m.in. Vârful Păpușa i Vârful Retezat.
Retezat zajmuje powierzchnię około 500 km². Cała grupa górska mieści się w prostokącie o wymiarach 30 x 22 km, z czego obszar wysokogórski zajmuje teren o wymiarach 15 x 13 km.
Nazwa masywu pochodzi od szczytu Vârful Retezat, który z daleka sprawia wrażenie jakby miał ścięty wierzchołek (retezat w języku rumuńskim oznacza 'ścięty'). Według legendy podczas walki dwóch gigantów jeden z nich ściął wierzchołek szczytu.

## Najwyższe szczyty
- Vârful Peleaga - 2509 m n.p.m.
- Vârful Păpușa - 2508 m n.p.m.
- Vârful Retezat - 2482 m n.p.m.
- Vârful Mare - 2463 m n.p.m.
- Vârful Custura - 2457 m n.p.m.
- Vârful Bucura - 2433 m n.p.m.
- Vârful Judele - 2398 m n.p.m.

## Schroniska
- Cabana Gențiana - 1670 m n.p.m.
- Cabana Buta - 1580 m n.p.m.
- Cabana Pietrele - 1480 m n.p.m.
- Pensiunea Dora - 1350 m n.p.m.
- Cabana Rotunda - 1160 m n.p.m.
- Cabana Cârnic Cascadă - 1005 m n.p.m.
- Pensiunea Codrin - 1005 m n.p.m.
- Cheile Butii - 900 m n.p.m.
- Cabana Gura Zlata - 775 m n.p.m.

## Jeziora
W masywie znajduje się wiele jezior polodowcowych, według różnych źródeł od 80 do 100. Największym z nich jest jezioro Lacul Bucura, które ma powierzchnię blisko 9 ha i znajduje się na wysokości 2030 m. Pozostałe są z reguły znacznie mniejsze. Ich misy jeziorne  mają łagodnie podnoszące się brzegi, wysłane rumowiskami skalnymi i oddalone od skalnych ścian. Ustanowiono tu Park Narodowy Retezat – pierwszy park narodowy w Rumunii.
- Lacul Bucura - 8,8 ha, 2041 m n.p.m.
- Lacul Zănoaga - 6,5 ha, 1997 m n.p.m.
- Tăul Negru - 4,0 ha, 2036 m n.p.m.
- Lacul Galeș - 3,7 ha, 1990 m n.p.m.
- Lacul Slăveiu - 3,3 ha, 1930 m n.p.m.
- Lacul Ana - 3,1, ha, 1990 m n.p.m.
- Tăul Custura Mare - 2,8 ha, 2226 m n.p.m.
- Lacul Gemenele - 2,5 ha, 1920 m n.p.m.
- Tău Țapului - 2,3 ha, 2070 m n.p.m.
- Lacul Zănoaga Mica - 1,9 ha, 1900 m n.p.m.
- Lacul Peleaga - 1,7 ha, 2122 m n.p.m.
- Lacul Lia - 1,3 ha, 1910 m n.p.m.